# 3rd FAI Women’s World Hot Air Balloon Championship

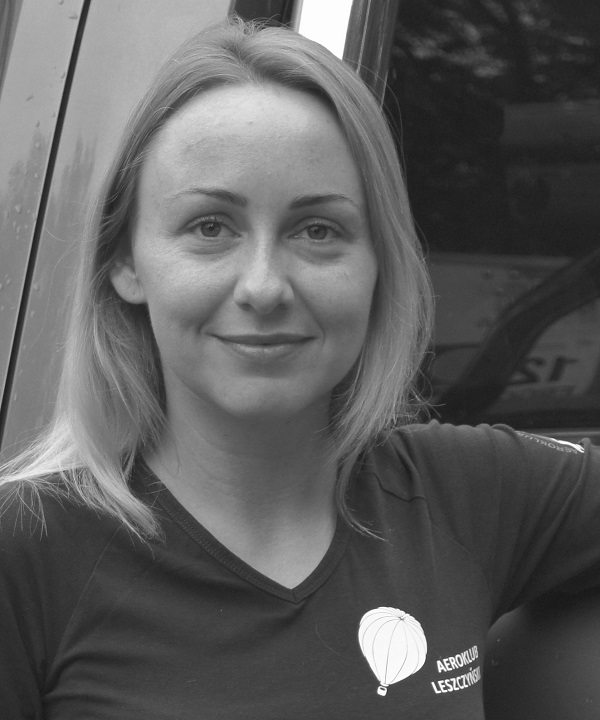
Daria Dudkiewicz-Goławska, Weltmeisterin 2018

Die 3rd FAI Women’s World Hot Air Balloon Championship (deutsch Dritte FAI Heißluftballon-Weltmeisterschaft der Frauen) fand 2018 im polnischen Nałęczów statt.
Dritte Weltmeisterin der Frauen wurde Daria Dudkiewicz-Goławska vom Aeroklub Leszczyński in Leszno, Polen. Die Silber- und die Bronzemedaille errangen Agnė Simonavičiūtė aus Litauen und Nicola Scaife aus Hunter Valley, Australien. Scaife war bereits zweimalige Weltmeisterin 2014 und 2016. Simonavičiūtė hatte 2014 die Bronzemedaille errungen.

## Verlauf

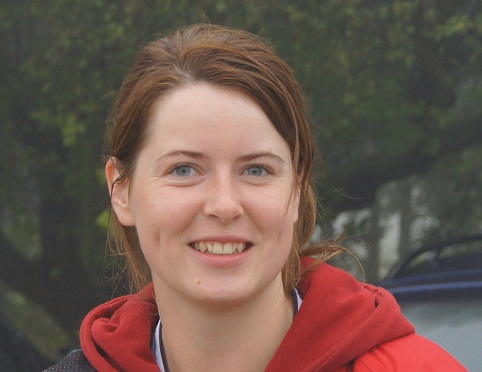
WM-Zweite Agnė Simonavičiūtė

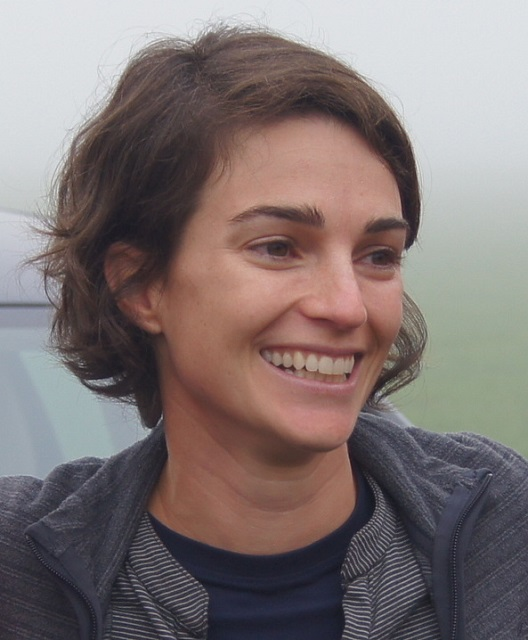
WM-Dritte Nicola Scaife, 2014 die erste Weltmeisterin im Ballonfahren

Nach den Weltmeisterschaften in Leszno (Polen, 2014) und Birštonas (Litauen, 2016) war es die dritte Weltmeisterschaft und die siebte Ballonsportveranstaltung nach Richtlinien der FAI bei der Frauen um den Titel der besten Heißluftballonpilotin der Welt bzw. Europas kämpften. Der Wettbewerb wurde vom 6. bis 11. August 2018 ausgetragen. Es nahmen 33 Ballonfahrerinnen aus 14 Ländern der Welt teil. Mit der Startnummer „1“ ging die Weltmeisterin des Jahres 2016 ins Rennen. Mit der „2“ folgte ihre Mannschaftskameradin Mia Fraser, da Australien die alphabetische Reihenfolge anführte. Einer der möglichen Startorte war der Flugplatz Lublin-Radawiec (EPLR) in Radawiec Duży bei Lublin. Die Wettbewerbsleitung lag bei Eugenijus Komas, Litauen, dem Gary Lacey, Australien und Mathijs De Bruijn, Niederlande zur Seite standen. Der 6. August war für das allgemeine Briefing und die Eröffnungsveranstaltung in Nałęczów reserviert. Aus Witterungsgründen konnten an fünf Wettbewerbstagen vier von neun geplanten Fahrten durchgeführt werden.
Elisabeth Kindermann-Schön aus Österreich wurde Fünfte. Beste Deutsche wurde Astrid Carl auf dem achten vor der Schweizerin Nicole Vogel auf dem neunten Platz.
Die Mannschaftswertung gewann Polen knapp vor Litauen. Dritte wurden die beiden Australierinnen fast punktgleich mit den US-Amerikanerinnen. Die Deutschen wurden neunte vor Japan.
| Tag        | Fahrt       | Aufgaben | Bemerkungen                      |
| ---------- | ----------- | -------- | -------------------------------- |
| 7. August  | 1 – morgens | 5        |                                  |
| 7. August  | 2 – abends  | 2        |                                  |
| 8. August  | 3 – morgens | 5        |                                  |
| 8. August  | 4 – abends  | 2        | Start im Kurpark                 |
| 9. August  | 0 – morgens | 0        | Absage wegen Wind                |
| 9. August  | 0 – abends  | 0        | Absage wegen Wind                |
| 10. August | 0 – morgens | 0        | Absage wegen Wind                |
| 10. August | 0 – abends  | 0        | Absage wegen Gewitter und Regens |
| 11. August | 0 – morgens | 0        | Absage wegen Nebels              |

## Resultate

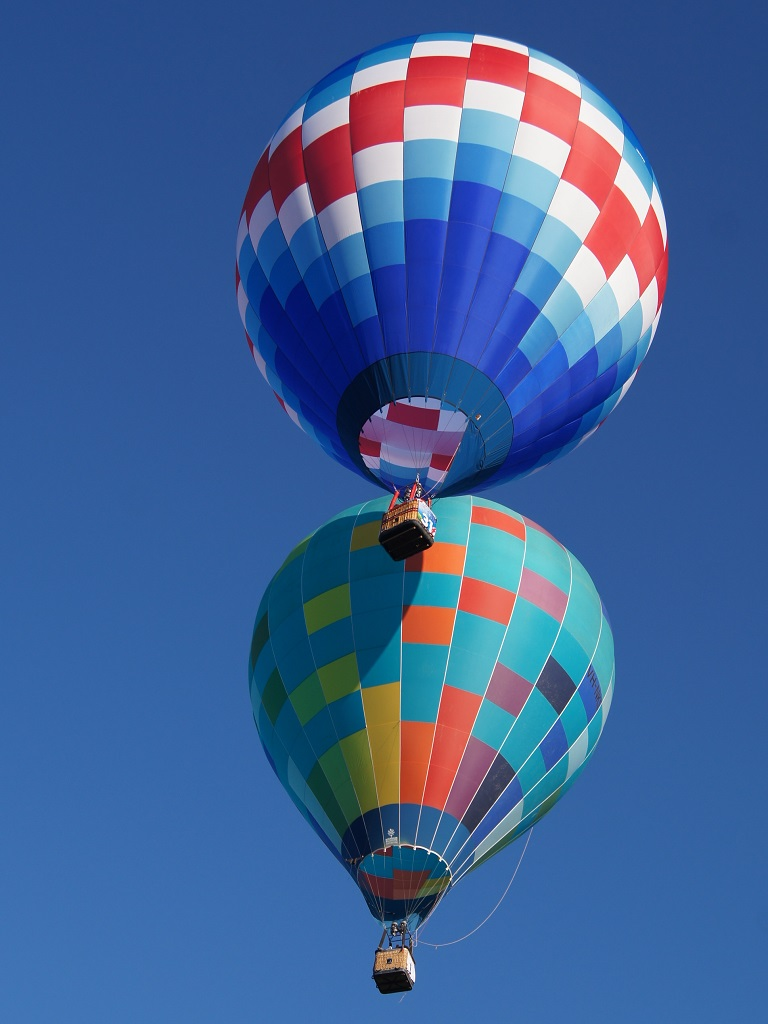
Nicola Scaife und Kellie Keller (USA; oben) am Zielkreuz der 11. Aufgabe; Scaife gewinnt mit 1,31 Metern Distanz

Auf dieser Liste ist die vollständige Startliste aufgeführt.
| Rang | Pilotin                    | Nation                 | Punkte | Aufgabensiege |
| ---- | -------------------------- | ---------------------- | ------ | ------------- |
| 1    | Daria Dudkiewicz-Goławska  | Polen                  | 10875  | 2             |
| 2    | Agnė Simonavičiūtė         | Litauen                | 9663   | 1             |
| 3    | Nicola Scaife              | Australien             | 9287   | 4             |
| 4    | Kim Magee                  | Vereinigte Staaten     | 9048   | 0             |
| 5    | Elisabeth Kindermann-Schön | Österreich             | 8976   | 1             |
| 6    | Julija Romanovskaja        | Litauen                | 8788   | 3             |
| 7    | Cheri White                | Vereinigte Staaten     | 8319   | 0             |
| 8    | Astrid Carl                | Deutschland            | 8295   | 0             |
| 9    | Nicole Vogel               | Schweiz                | 8269   | 0             |
| 10   | Rita Becz                  | Ungarn                 | 7987   | 0             |
| 11   | Sanne Haarhuis             | Niederlande            | 7946   | 0             |
| 12   | Kristin Vevere             | Lettland               | 7752   | 0             |
| 13   | Chloe Hallet               | Vereinigtes Königreich | 7568   | 1             |
| 14   | Beata Choma                | Polen                  | 7351   | 0             |
| 15   | Joanna Biedermann          | Polen                  | 7306   | 2             |
| 16   | Miglė Vaitulevičiūtė       | Litauen                | 7100   | 0             |
| 17   | Diana Nasonova             | Russland               | 7056   | 0             |
| 18   | Kelli Keller               | Vereinigte Staaten     | 7032   | 0             |
| 19   | Katharina Kräck            | Deutschland            | 6872   | 0             |
| 20   | Lindsay Muir               | Vereinigtes Königreich | 6581   | 0             |
| 21   | Ieva Skele                 | Lettland               | 6411   | 1             |
| 22   | Marija Oparina             | Russland               | 6408   | 0             |
| 23   | Sylvia Meinl               | Deutschland            | 6174   | 0             |
| 24   | Marija Petric Miklousic    | Kroatien               | 6094   | 0             |
| 25   | Ewelina Leszczuk           | Polen                  | 5947   | 0             |
| 26   | Caroline Splinters         | Niederlande            | 5869   | 0             |
| 27   | Akari Sue                  | Japan                  | 5839   | 0             |
| 28   | Ieva Šuopytė               | Litauen                | 5677   | 0             |
| 29   | Aline Kalousdian           | Deutschland            | 5161   | 0             |
| 30   | Mia Fraser                 | Australien             | 5160   | 0             |
| 31   | Victoria Vertrees          | Vereinigte Staaten     | 4484   | 0             |
| 32   | Tomoko Kurahashi           | Japan                  | 4395   | 0             |
| 33   | Rieko Shingo               | Japan                  | 3473   | 0             |